# Freiungspitzen
Los Freiungspitzen (plural) son un grupo de 3 picos en el  Grupo Erlspitze en los Alpes Karwendel, en el territorio del municipio austriaco de Zirl. La cima más alta, la cima del oeste, tiene una altura de 2,332 m (AA), la parte superior media es de 2,322 m (AA) y la parte superior del este es de 2,302 m (AA)

## Ascensos
El Freiungen Ridgeway (Freiungen-Höhenweg, un sendero de montaña parcialmente seguro) entre Nördlinger Hut y Solsteinhaus llega hasta pasadas las cimas. La parte superior oeste de Freiungen es fácil de ascender.

## Lecturas
- Walter Klier: Alpenvereinsführer Karwendel alpin, 15.º edn., 2005, Bergverlag Rudolf  Rother, Múnich, ISBN 3-7633-1121-1